# Дмитрик, Пётр Федосеевич
Пётр Федосеевич Дмитрик (1901—1982) — сержант Рабоче-крестьянской Красной Армии, участник Великой Отечественной войны, Герой Советского Союза (1945).

## Биография
Пётр Дмитрик родился 2 (по новому стилю — 15) января 1901 года в селе Ягубец (ныне — Христиновский район Черкасской области Украины) в крестьянской семье. После окончания начальной школы работал на конном заводе в родном селе, затем был подмастерьем столяра. В годы Гражданской войны служил в Рабоче-крестьянской Красной Армии. После демобилизации вернулся на родину, вступил в колхоз, работал плотником, затем в 1930 году стал бригадиром строительной бригады. В июне 1941 года Дмитрик был повторно призван в армию и направлен на фронт Великой Отечественной войны. В начале войны попал в окружение, а затем в плен, но сумел бежать из лагеря. В феврале 1944 года вернулся в действующую армию. К июлю 1944 года сержант Пётр Дмитрик командовал отделением 920-го стрелкового полка 247-й стрелковой дивизии 69-й армии 1-го Белорусского фронта. Отличился во время освобождения Польши.
28 июля 1944 года Дмитрик одним из первых переправился через Вислу к юго-западу от Пулавы и атаковал позиции противника на западном берегу. В рукопашной схватке он лично уничтожил 5 солдат противника и захватил вражеский опорный пункт. Продолжив наступление, батальон Дмитрика освободил два населённых пункта, а затем, когда противник предпринял контратаку, окопался и стал отражать её. В том бою Дмитрик со своим отделением сыграл решающую роль, отразив три вражеские контратаки.
Указом Президиума Верховного Совета СССР от 24 марта 1945 года за «мужество, отвагу и героизм, проявленные в борьбе с немецкими захватчиками» сержант Пётр Дмитрик был удостоен высокого звания Героя Советского Союза с вручением ордена Ленина и медали «Золотая Звезда» за номером 5581.
После окончания войны Дмитрик был демобилизован. Вернулся на родину, работал бригадиром строительной бригады в колхозе. Умер 24 марта 1982 года.
Был также награждён орденами Красной Звезды, Славы 2-й и 3-й степеней, а также рядом медалей.
В честь Дмитрика названа улица и школа в Ягубце.